# Ketonska telesa
Ketonska telesa so spojine, ki se pri ketozi (na primer pri stradanju ali sladkorni bolezni) pojavljajo v povišanih koncentracijah v telesnih tekočinah. Mednje sodijo tri vrste kemijskih spojin, ki nastajajo kot stranski produkti presnove maščobnih kislin: aceton, acetoacetat in beta-hidroksibutirat. Vsako nastajanje teh spojin v organizmu se imenuje ketogeneza in je v majhnih količinah potrebna za organizem. Ko pa je ketogeneza prekomerna, se koncentracija ketonskih teles v organizmu poviša in nastopi ketoza. Pri zelo visokih koncentracijah ketonskih teles se pH v organizmu nevarno zniža - to stanje imenujemo ketoacidoza. 
Ketonska telesa se tako imenujejo, ker izvirajo iz spojin, ki so kemijsko gledano ketoni. Aceton in acetoacetat prav tako vsebujeta v strukturi ketonsko skupino, medtem ko beta-hidroksibutirat kemijsko gledano ni keton. 
Ketonska telesa se sintetizirajo iz acetil-CoA. Sinteza poteka zlasti v mitohondrijih jetrnih celic, kadar pride do pomanjkanja ogljikovih hidratov v telesu in organizem začne izrabljati energijo s pomočjo razgradnje maščobnih kislin. 
Tudi ketonska telesa predstavljajo vir energije. Iz jeter se prenašajo po krvi v druga tkiva, kjer se acetoacetat in beta-hidroksibutirat lahko zopet pretvorita v acetil-CoA, ki je energetski vir. Srce dobiva precejšen delež energije na račun ketonskih teles, medtem ko možgani izrabljajo to energijo le v stanju stradanja oziroma kadar nimajo na voljo glukoze. Med stradanjem ima večina tkiv na razpolago druge vire energije (npr. maščobne kisline), ki jih pa možgani ne morejo izkoriščati. Po tridnevnem stradanju dobivajo možgani že 30 % celotne energije s pomočjo ketonskih teles, po 40 dneh pa je ta delež energije že 70-odstoten. Kljub možnosti izkoriščanja energije iz ketonskih teles pa možgani ne morejo delovati v popolni odsotnosti glukoze. Ketonska telesa lahko razgradijo in na ta način pridobijo energijo le mitohondriji; dolgi aksoni so preveč oddaljeni od mitohondrijev, ki so v perikarionu (telesu) nevrona, in zato potrebujejo glukozo. 

## Sinteza
Sinteza ketonskih teles se začne z dvema molekulama aktivirane ocetne kisline (acetil-CoA), ki je normalen vmesni produkt razgradnje maščobnih kislin. Najprej se tvori acetoacetil-CoA, ki nato zreagira z nadaljnjo molekulo acetil-CoA do 3-hidroks-3-metil-glutaril-CoA.
Aceton nastaja s spontano dekarboksilacijo acetoacetata:
Zatorej je koncentracija acetona zmeraj nižja od ostalih dveh skupin ketonskih teles. Aceton se pretvarja nazaj v acetil-CoA in se izloča s sečem, določen del pa tudi z izdihanim zrakom, saj ima aceton zelo visok parni tlak. Aceton je odgovoren za sladkast vonj izdihanega zraka pri bolnikih s ketozo.
Acetoacetat in beta-hidroksibutirat sta kislini in v višjih koncentracijah znižata fiziološki pH organizma ter povzročata ketoacidizo. Do ketoacidoze pride pri nezdravljeni sladkorni bolezni tipa I in pri prekomernem uživanju alkohola.